# Noel Bouton de Chamilly

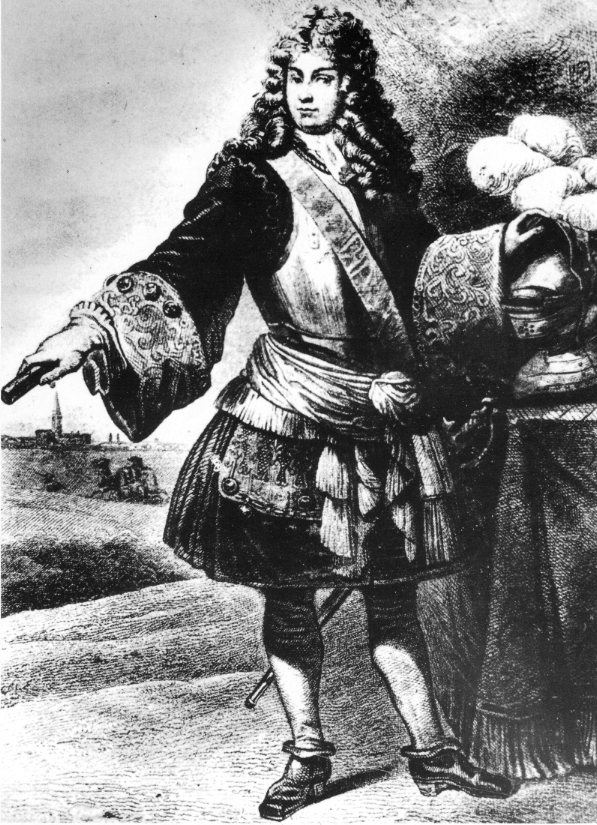
O Marechal Noel Bouton, Conde de Saint-Léger e Marquês de Chamilly

Noël Bouton de Chamilly (Chamilly, Saône-et-Loire, 6 de Abril de 1636 – Paris, 8 de Janeiro de 1715), o nobre titulado a 22 de Dezembro de 1679 como Senhor e Conde de Saint-Léger e d'Ennery, Senhor d'Osny, Dennevy e Saint-Gilles e Marquês de Chamilly, foi um militar francês, capitão de cavalaria que lutou em Portugal, sob as ordens de Armando Frederico de Schomberg, durante a Guerra da Restauração.
Foi Marechal de França, Tenente-General dos Exércitos do Rei, Governador de Estrasburgo e Governador das Províncias do Poitou, de Aunis e de Saintonge em 1701.
Ficou famoso pelo seu polémico romance com a freira Sóror Mariana Alcoforado, o qual acabou registado na obra "Lettres Portugaises" (As Cartas Portuguesas).
Casou a 9 de Março de 1679 com Elisabeth du Bouchet, Senhora de Chelles a 22 de Dezembro de 1679 (c. 1656 – Paris, 18 de Novembro de 1723), sem geração.
Teve uma filha natural, Marie Vivienne Bouton de Saint-Gilles (c. 1675 – ?), casada com Ludwig Wilhelm von Riperda (1656 – Apt, 1713), com geração feminina.
Foi sepultado na Igreja de St. Jean en Grève, em Paris.